# Mammal Species of the World
Mammal Species of the World. A Taxonomic and Geographic Reference är ett vetenskapligt zoologiskt verk på engelska som beskriver alla kända nu levande däggdjur. Fokus ligger på de lägre taxa. Systematiska grupper som ligger ovanpå ordning har inga artiklar. För varje taxon beskrivs anatomiska kännetecken, systematik, vetenskaplig beteckning och utbredningsområde, för arter även hotstatus enligt IUCN:s rödlista och CITES samt Endangered Species Act (gäller USA).
För verkets andra och tredje upplaga är Don E. Wilson och DeeAnn M. Reeder utgivare. Den tredje upplagan finns i två band med tillsammans 2 142 sidor. Verket beskriver 29 ordningar med tillsammans 5 416 arter, däribland 260 nybeskrivna arter.